# 서울 수국사 극락구품도
서울 수국사 극락구품도(서울 守國寺 極樂九品圖)는 서울특별시 은평구 갈현동 수국사에 있는 대한제국시대의 극락구품도이다. 2007년 12월 27일 서울특별시의 유형문화재 제244호로 지정되었다.

## 개요
이 작품은 극락의 구품연화대를 묘사한 구품도로, 1907년 강재희가 황제 폐하 이하 태자·영친왕· 의친왕 부부를 위하여 조성한 왕실 발원 불화이다. 편수 보암 긍법과 두흠, 금어 재원, 기정, 상은이 그렸으며, 강문환ㆍ김종성ㆍ원일상 등이 감동(監董)을 맡았다.
구품탱은 격자형으로 나누어진 9개의 사각형 안에 각기 독립적인 내용이 묘사되어 있다. 이 같이 화면을 분할하는 구도법은 개운사 팔상도(1879), 흥천사 극락보전 극락구품도(1885), 지장사 팔상도(1893), 경기도 불암사 16나한도(1897), 흥국사 극락구품도(19세기말), 봉원사 극락구품도(1905), 수국사 16나한도(1907), 청룡사 팔상도(1915) 등에서 볼 수 있는 것으로, 이 시기 서울, 경기지역 불화의 특징적인 구도법이라 할 수 있다.
화면의 중앙에는 아미타극락회(阿彌陀極樂會)가 묘사되어 있으며, 그 주위로 구품연못이 배열되어 있다. 높은 대좌 위에 결가부좌한 아미타불을 중심으로 보살과 10대 제자, 사천왕, 팔부중, 천중 등이 둘러싸고 있다. 권속들은 모두 3단으로 비스듬히 배치되어 있는데, 흥천사 구품도, 흥국사 구품도, 봉원사 구품도 등에서 인물만을 가득 표현하고 있는데 반하여 수국사 구품도에는 화면의 좌우에 수목을 배치하여 화면 구성이 훨씬 여유가 있어 보이며, 아미타불의 신광 및 화면 하단을 금박으로 처리하며 화려한 느낌을 준다.
극락회의 향우에는 보살의 극락정토참예도(極樂淨土參詣圖)가 그려져 있다. 이것은 아미타불 회상에 참여하기 위해 모여드는 보살의 무리와 동자상, 그리고 무악천인 등을 그린 것인데 배경의 전각과 연못에는 극락조와 연꽃 등이 살고 있다.
극락회의 향좌에 묘사된 성중극락정토참예도(聖衆極樂淨土參詣圖)에는 극락의 주악천인들과 아미타불 회상에 참여하기 위해 찾아오는 7인의 성문상 등이 묘사되었으며, 그 배경으로 극락조와 여러 자연물(노송, 구름, 연꽃 등)들로 이루어진 전각과 연못이 표현되었다.
극락회의 바로 아래에 자리한 극락정토의 장면은 16관(觀) 중 제6총관(總觀)에 해당하는 관으로 보수(寶樹), 소나무, 대나무, 기암괴석 그리고 중층 지붕의 전각이 화면에 크게 그려져 있다. 전각의 앞으로는 활짝 핀 연꽃과 연잎으로 가득한 연못이 있고, 주변의 곳곳에는 코끼리, 금모사자 등이 보인다. 제6총관의 좌·우와 하단의 3면에는 극락왕생의 왕생정토를 표현하였다. 왕생장면은 극락정토를 상품(上品)·중품(中品)·하품(下品)으로 나누고 이를 다시 각각 상· 중·하로 나누어 아홉 장면을 설명한 것인데, 이 장면들은 이에 따른 표현이다.
하단 중앙에 자리한 제14관에 해당하는 상품(上品)에는 화면의 반이 연못으로 이루어진 구도로, 연못에는 관모에 관복을 입은 왕생자, 동자형의 왕생자 등 4명의 왕생자가 활짝 핀 백련 위에 앉아 있다. 왕생자의 위쪽에서는 입상의 부처가 구름을 타고 내려오면서 왕생자들을 향해 광명을 비추고 있다. 왕생자들이 있는 연못 위 정토에는 다양한 전각과 기암괴석, 여러 수목 등이 4마리의 기린, 2마리의 극락조와 잘 어울려져 있다. 제6총관의 향우(向右)에 위치한 장면은 제15관 중품(中品)을 표현한 것이다. 여기에는 동자형의 속인 모습을 한 4명의 왕생자를 아미타불좌상이 맞이하고 있는 장면을 묘사하였다. 아미타불은 오른손을 어깨 위로 치켜들고 왼손은 무릎에 두고 정면을 향해 앉아있는데 아미타불에게서 뻗어 나온 빛이 연못 속의 백련 위에 앉은 왕생자를 비추고 있다. 배경에는 중층의 전각과 기암괴석, 수목, 극락조와 금모사자, 그리고 괴석과 수목의 뒤로 오색을 발하는 금탑(金塔)이 보인다. 하단의 중품(향우)에는 구름을 탄 2구의 보살입상이 연못 속의 속인형 왕생자 3구를 맞이하는 장면으로 보살의 지물인 연꽃에서 광명이 나와 왕생자를 비추고 있다. 그리고 그 주위에는 학과 낙타 등이 정토에서 노닐고 있는 모습이 묘사되었다.
제6총관의 향좌(向左)에는 제16관 하품(下品)이 배치되어 있다. 연못 속에는 붉은색의 옷을 입은 2명의 왕생자와 옷을 입지 않은 3명의 왕생자가 백련 위에 앉아 합장하고 있으며, 화면의 상단 우측(향좌)에서는 관세음보살과 대세지보살이 구름을 타고 왕생자를 맞이하러 오는 모습이 보인다. 그 주위는 여러 수목과 전각, 그리고 극락조와 기암괴석 등이 묘사되어 있는데, 2층 전각의 지붕을 금니로 칠하여 매우 화려해 보인다. 이 같은 장면의 아래(하단 향좌)에 묘사된 또 다른 하품의 연못에는『관무량수경(觀無量壽經)』의 내용을 반영하듯이 연못에는 왕생자의 모습은 표현되지 않았다. 이것은 십이겁(十二劫)이 지나야 하품왕생자의 연꽃이 핀다는 내용을 표현한 것으로 보인다. 배경에는 수목과 괴석, 학, 사슴 등이 그려져 있다.
수국사 구품도는 흥천사 극락구품도(1885年), 흥국사 극락구품도(19세기말), 봉원寺 극락구품도(1905년) 등 19세기말~20세기초반 서울, 경기지역에서 유행한 구품도와 매우 유사한 구도를 보여준다. 수국사 구품도를 그린 화승 중 보암 긍법이 이보다 2년 앞서 1905년에 봉원사 대웅전 구품도를 그렸던 것으로 보아 봉원사 구품도와 동일 초본을 이용하여 제작한 것으로 보인다. 채색은 금니와 함께 진채색을 다양하게 사용하여 매우 화려하면서도 마치 민화의 극채색을 연상케 한다. 필치 또한 수려하며, 문양의 표현 등 그 표현력이 매우 치밀하다고 하겠다.
수국사 구품도는 1907년 강재희가 황제 폐하이하 태자·영친왕·의친왕 부부를 위하여 조성한 불화로 이 시기 서울 경기 지역 불화의 특징적인 분할구도법을 사용하였고 민화를 연상케 하는 배경과 채색 등이 왕실발원 불화로서의 품격을 잘 보여주는 작품이다.

## 현지 안내문

### 한글 설명
수국사 극락구품도
守國寺 極樂九品圖
서울특별시 유형문화재 제244호
극락구품도는 아미타불이 극락에서 다시 태어나는 영혼을 맞이하는 장면을 그린 그림으로 아미타신앙을 잘 보여준다. 수국사 극락구품도는 아홉 개로 나눠진 사각형 안에 극락정토의 각 장면을 다양한 인물과 자연물, 건물 등으로 묘사하였다. 흥천사 극락구품도(1885), 흥국사 극락구품도(19세기 말), 봉원사 극락구품도(1905) 등 19세기 말에서 20세기 초반 서울과 경기 지역에서 유행한 구품도와 비슷하게 분할 구도로 그렸다.
수국사 극락구품도를 그린 화승 가운데 보암긍법(普庵亘法)이 1905년에 봉원사 대웅전 극락구품도를 그린 것으로 보아 봉원사 극락구품도와 같은 밑그림을 이용했다고 짐작한다. 금박 가루를 아교에 개어 만든 금니와 함께 짙은 색을 다양하게 사용하여 매우 화려하며 민화를 떠올리게 한다. 그림의 선이 빼어나고 표현력이 매우 꼼꼼하여 왕실이 발원한 불화로서 품격을 잘 보여주는 작품이다.

### 영문 설명
Buddhist Painting of Suguksa Temple (Nine Levels of Rebirth in the Western Paradise)
Seoul Tangible Cultural Heritage No. 244

This Buddhist painting portrays Amitabha, the Buddha of the Western Paradise, and living beings reborn in the pond of the Western Paradise. 
It is one of the 13 paintings kept at Suguksa Temple, which were produced in 1907 by a royal order of King Gojong (r. 1863-1907) to pray for the well-being and longevity of the royal family members. The painting has nine grid sections. The section in the top center depicts Amitabha giving a lecture, and the other eight sections depict the rebirth of living beings. This composition was used in Buddhist paintings produced in the Seoul and Gyeonggi-do area between the late 19th and early 20th centuries.

## 참고 문헌
- 수국사 극락구품도 - 국가유산청 국가유산포털